# اومینیانو
اومینیانو (به ایتالیایی: Omignano) یک کومونه در ایتالیا است که در استان سالرنو واقع شده‌است.

## خصوصیات
اومینیانو ۱۰ کیلومترمربع مساحت و ۱٬۵۳۶ نفر جمعیت دارد و ۵۴۰ متر بالاتر از سطح دریا واقع شده‌است.